# Résolution 1411 du Conseil de sécurité des Nations unies
Membres permanents
- Chine
- États-Unis
- France
- Royaume-Uni
- Russie

Membres non permanents
- Bulgarie
- Cameroun
- Colombie
- Guinée
- Irlande
- Mexique
- Maurice
- Norvège
- Singapour
- Syrie

Résolution no 1410 Résolution no 1412
La résolution 1411 du Conseil de sécurité des Nations Unies, adoptée à l'unanimité le 17 mai 2002. Après avoir rappelé les résolutions 827 (1993), 955 (1994), 1165 (1998), 1166 (1998) et 1329 (2000), elle a modifié les statuts des Tribunaux pénaux internationaux pour le Rwanda (TPIR) et pour l'ex-Yougoslavie (TPIY) afin de traiter la question des juges ayant une double nationalité.
Le Conseil de sécurité a reconnu que les juges du TPIR et du TPIY pouvaient avoir la nationalité de deux ou plusieurs pays et qu’au moins personne dans ce cas occupant avait déjà été élue pour siéger à l’un des tribunaux. Le Conseil estime que, pour des questions de répartition des juges au sein des chambres, il devait être considéré que le juge détenait la nationalité de l’État dans lequel il exercent d'ordinaire ses droits civils et politiques. Agissant en vertu du Chapitre VII de la Charte des Nations unies, les statuts des deux tribunaux internationaux ont été modifiés en conséquence pour inclure cette disposition (article 12 du statut du TPIY et article 11 de celui du TPIR).

## Voir également
- Génocide bosniaque
- Liste des résolutions du Conseil de sécurité des Nations unies adoptées en 2002
- Génocide des Tutsis au Rwanda
- Guerres de Yougoslavie
- Liste des résolutions du Conseil de sécurité des Nations unies sur la Yougoslavie